# نلسون کوهن
نلسون کوهن (انگلیسی: Nelson Kuhn؛ زادهٔ ۷ ژوئیهٔ ۱۹۳۷) قایقران روئینگ اهل کانادا است.